# 关向应
关向应（1902年9月10日—1946年7月21日），原名关致祥，又名应禀，笔名始炎、仲冰，曾用名李仕真、郑勤，满族。辽宁省金县（今辽宁省大连市金州区）人，中国共产党高级军事将领。
1924年加入中国社会主义青年团，次年加入中国共产党。先后在中共河南省委和共青团中央组织部工作。中共六大后任中国共产主义青年团中央书记。后从事中国工农红军军事委员会及中共中央长江局工作。1932年，任湘鄂西军委主席和红三军政治委员。长征途中，任红二方面军副政治委员。抗日战争时期，任八路军120师政治委员，与贺龙一起开辟了晋绥根据地。1946年病逝于延安。

## 生平

### 早年经历
关向應是满洲镶白旗人，出身长白山瓜尔佳氏。1922年，自当地伏见台商业学校毕业，进入一家日资印刷企业工作，不久与日本雇员发生矛盾，愤而辞职。1924年4月在李震瀛介绍下加入中國社會主義青年團，5月随李前往上海，进入上海大学读书，并在中国国民党第一区党部从事秘密活动。同年12月，被派往苏联莫斯科东方劳动大学学习。次年，经陈乔年介绍，在莫斯科加入中国共产党。1925年五卅运动爆发后，关向應主动要求回国，在上海工作。8月，前往济南、青岛负责当地共青团活动。次年初回到上海。1927年四一二事变发生后，逃亡武汉，七一五事变后，被派往河南，任中共河南省委书记。
1928年，被调回上海，后前往莫斯科出席中国共产党第六次全国代表大会，被选为中共中央政治局候补委员、中共中央军委委员，并担任中国共青团中央委员会书记。1930年3月，关向應任中央军委书记，主持军事工作。同年冬，任中共中央长江局书记，调上海工作。1931年4月在上海被捕，7月被营救出狱，前往湘鄂边苏区。

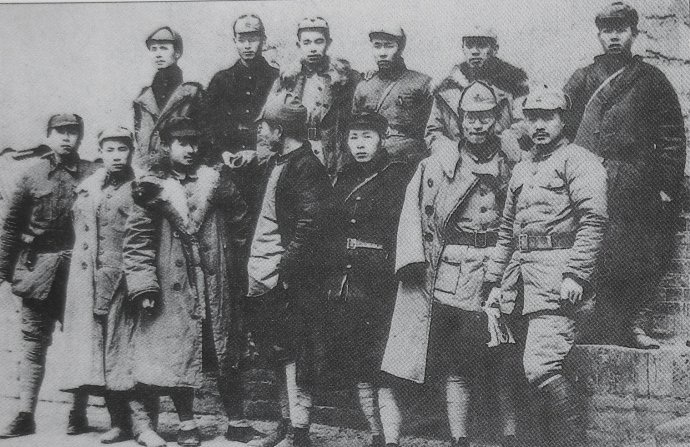
红军长征胜利后，红二方面军部分領導人合影，前排左起甘泗淇、贺炳炎、关向应、王震、李井泉、朱瑞、贺龙。后排左起张子意、刘亚球、廖汉生、朱明、陈伯钧、卢冬生

### 红军时期
1932年1月，任中共中央湘鄂西分局委员、湘鄂西军事委员会主席、红三军政委，同贺龙一起领导了湘鄂西革命根据地建设和红军的发展。在这期间，关向应曾执行了肃反扩大化的路线。1934年10月，红三军与红六军团会师，创建了湘鄂川黔苏区。11月，部队攻入湖南，并建立湘鄂川黔边革命根据地，关向应任红二军团兼军区副政治委员，先后参与指挥陈家河、桃子溪、忠堡、板栗园等战斗。1935年10月，蒋介石率领国民革命军采用分进合击进攻湘鄂川黔边。11月，他与贺龙、任弼时等从湖南省桑植县统一指挥红二、六军团突围国军封锁，开始长征。
1936年2月，在黔西县城参加中共湘鄂川黔省委会议，决定两军团创建川滇黔边根据地，之后与贺龙、任弼时率红二、六军团在乌蒙山区与国民革命军周旋。7月2日，红二、六军团到达四川甘孜，与张国焘、徐向前的红四方面军会合。红二、六军团及红三十二军组成红二方面军，关向应任红二方面军副政治委员兼红二军副政委，期间与张国焘作斗争。10月，红二方面军与红一方面军在将台堡会师，长征结束。12月，关向应任红二方面军政委、中共中央革命军事委员会委员。

### 抗日战争时期

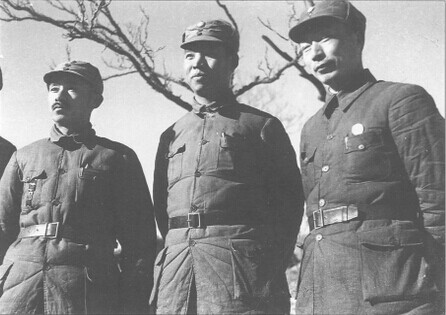
1938年，组建中共中央北方分局时，关向应、彭真、聂荣臻三人合影

1937年8月22日，关向应出席洛川会议，随后任命为中央军委前方分会组成人员。25日，红二方面军改编为八路军120师，关向应任政训处主任，同贺龙率部参加抗日战争。10月，关向应率领工作团到晋西北地区开辟根据地。1938年2月，与贺龙指挥晋西北七城战役，收复七座县城。1938年12月，与贺龙率120师主力开赴冀中，任冀中区总指挥部政治委员，参与指挥齐会、陈庄等战斗。1940年2月，关向应与贺龙率部回师晋绥。1940年11月起任晋西北军区政治委员，参加指挥百团大战。
1941年，关向應患有的肺结核病情恶化，被迫退职回延安休养。1942年，他担任中共中央晋绥分局书记、陕甘宁晋绥联防军政治委员。1945年，在中共七大上当选中央委员。1946年7月21日，关向应在延安病逝。毛泽东为其题的挽词是：“忠心耿耿，为党为国，向应同志不死”。刘少奇在庐山会议上则提到关向应在死前曾流着泪说：“彭总，你不要反对毛主席，闹派别。我是快死的人了。”

## 家庭
关向应第一任妻子秦曼云，1928年6月与关向应结婚，1929年回国之后相继担任团中央女工部、军委秘书处机要秘书、共产国际代表联络处主任兼上海中央执行局总会计。二人有一子关拯，后下落不明。秦曼云于1934年被捕后投降（一说后经保释出狱），后又说服中央上海中央局宣传部长盛忠亮投降，后与其结婚。
关向应第二任妻子马丹，1938年10月10日与关向应结婚。1940年5月，马丹到兴县妇女救国会工作。中华人民共和国成立后，曾任广东省民政厅办公室主任、省旅游局副局长。